# Bhulke
Bhulke (nep. भुल्के) – gaun wikas samiti we wschodniej części Nepalu w strefie Kośi w dystrykcie Bhojpur. Według nepalskiego spisu powszechnego z 2001 roku liczył on 535 gospodarstw domowych i 2767 mieszkańców (1463 kobiet i 1304 mężczyzn).